# Mialet, Gard
Mialet är en kommun i departementet Gard i regionen Occitanien i södra Frankrike. Kommunen ligger i kantonen Saint-Jean-du-Gard som tillhör arrondissementet Alès. År 2022 hade Mialet 629 invånare.

## Befolkningsutveckling
Antalet invånare i kommunen Mialet
Referens:INSEE